# 北柏駅

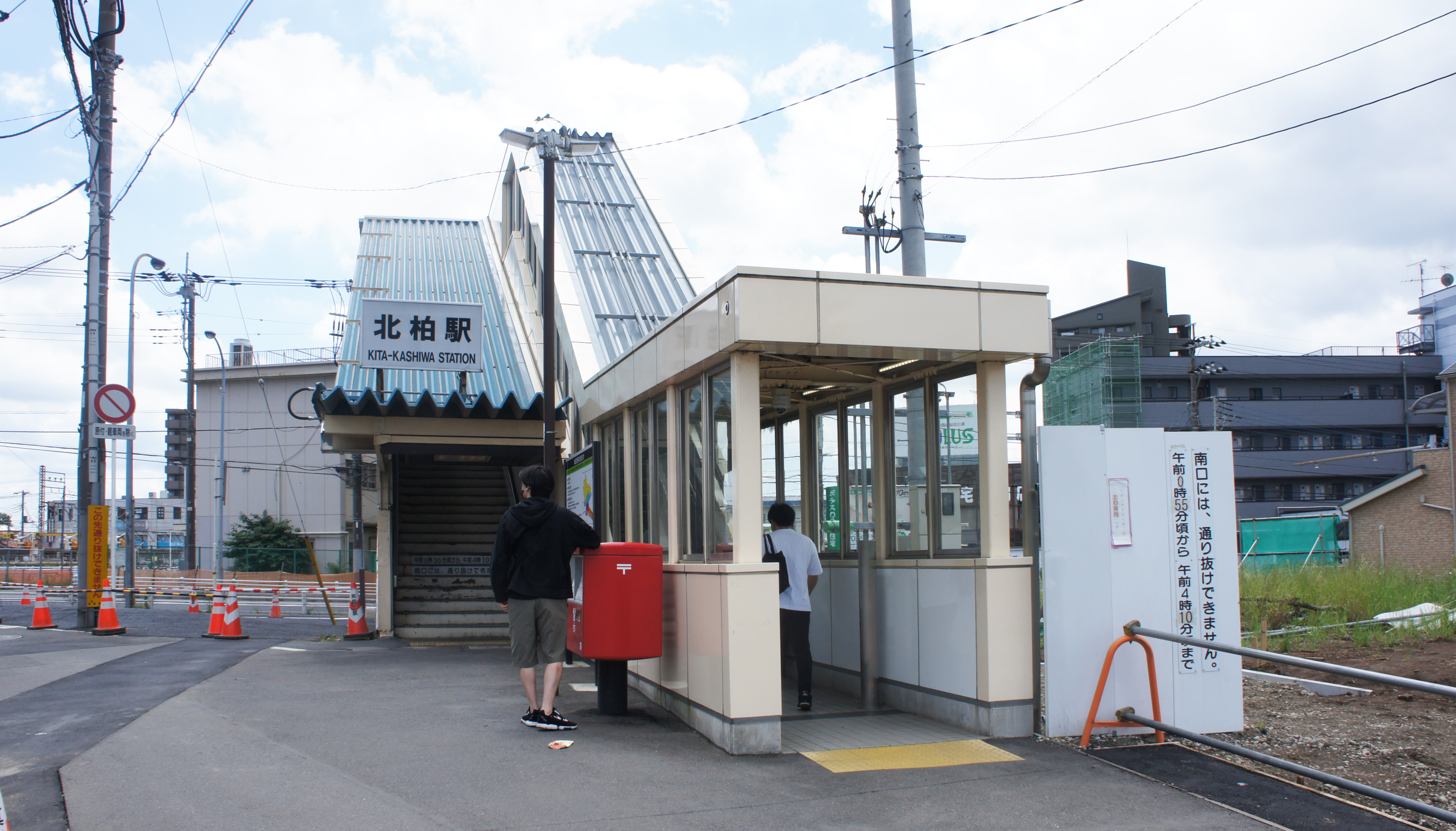
北口（2021年5月）

北柏駅（きたかしわえき）は、千葉県柏市根戸字中馬場にある、東日本旅客鉄道（JR東日本）常磐線の駅である。運転系統としては常磐緩行線の列車が停車する。駅番号はJL 29。

## 概要

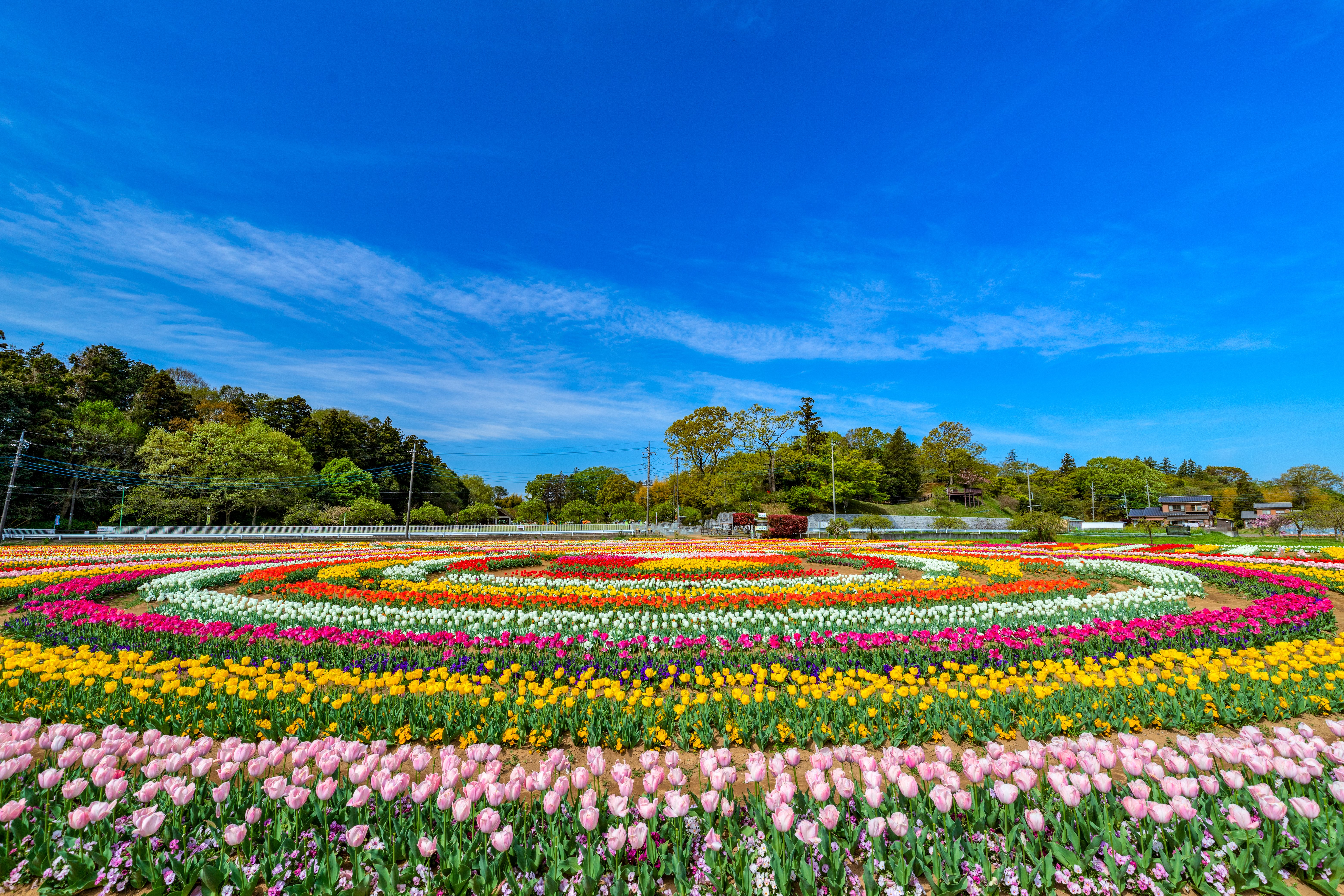
あけぼの山公園

当駅は駅名の通り柏市の北部に位置し、我孫子市との境界付近に位置する。東海寺（布施弁天）、あけぼの山公園の最寄り駅である。

## 歴史
常磐線複々線工事により、柏駅と我孫子駅の貨物取扱いを集約するため用地を買収して貨物駅（年間20万t）として設置された。
貨物駅の工事は1969年3月より行われたが、柏市、我孫子市にまたがる当地は1,300年前の宿場遺跡とされる中馬場遺跡があるため、同年2月26日から6月30日まで文化財発掘調査が行われた。遺跡が120箇所も発掘されこの間工事が中断したが、貨物駅の開業が遅延すると柏駅と我孫子駅構内の複々線化工事に着手できなくなるため、突貫工事を行い1970年4月、計画通り貨物駅を開業した。
貨物駅構内となる区間には3つの踏切が存在していたが、1969年11月30日に根戸新田踏切および手賀沼踏切を廃止し、1970年2月28日に船戸踏切を廃止した。それぞれ根戸新田こ線橋、手賀沼架道橋、船戸こ線人道橋として立体交差化された。
貨物駅の建設にともない柏市では、1968年12月旅客駅を併設されるよう国鉄に請願書を提出し、1970年2月9日には地元関係者による北柏旅客駅設置期成同盟を設立し自治体と一体となって促進が行われ、同年3月設置が承認された。起工式が1970年8月6日に行われ貨物駅に隣接して建設が始まった。駅の工事費およそ2億3千万円と駅設置に必要な用地などは、請願駅として地元負担で建設され、1971年4月、常磐線複々線使用開始に合せ旅客の営業を開始した。

### 年表
- 1969年（昭和44年）3月：貨物駅の着工開始。
- 1970年（昭和45年）
  - 3月：旅客駅の設置が承認。
  - 4月10日：日本国有鉄道の貨物駅として開業[2]。
  - 8月6日：旅客駅の起工式が行われた。
- 1971年（昭和46年）4月20日：旅客営業開始[2]。
- 1984年（昭和59年）2月1日：貨物営業廃止[2]。
- 1987年（昭和62年）4月1日：国鉄分割民営化に伴い、東日本旅客鉄道（JR東日本）の駅となる[2]。
- 1993年（平成5年）4月27日：自動改札機を設置し、供用開始[9]。
- 1994年（平成6年）8月23日：改札内のエスカレーター供用開始。[10]
- 1995年（平成7年）3月：南口エスカレーター設置。
- 2001年（平成13年）11月18日：ICカード「Suica」の利用が可能となる[広報 1]。
- 2006年（平成18年）5月27日：みどりの窓口の営業を終了し、指定席券売機を設置[11]。
- 2010年（平成22年）10月25日：改札内のエレベータ供用開始。
- 2013年（平成25年）4月1日：南口のエレベーター供用開始[12]。
- 2015年（平成27年）3月1日：早朝無人化。
- 2022年（令和4年）1月31日：スマートホームドアの使用を開始[13][14]。

## 駅構造
島式ホーム1面2線を有する地上駅で、橋上駅舎を有する。南側2線の緩行線にホーム（幅員8 m、長さ220 m）があり、各駅停車専用となっている。カーブ上にホームがあるため、注意喚起がなされることがある。北側の2線は快速線で、南側2線より少々高い位置にある。快速線にはホームはないため、快速線を通る列車は旅客の乗降ができない。その為、当駅から上野方面へ行く場合は柏駅で、取手・土浦方面へ行く場合は我孫子駅でそれぞれ乗り換えが必要となる。朝夕の下り列車に手前の柏駅で折り返す列車があるため、当駅の停車間隔は所々で日中よりも開く部分がある。
快速線は我孫子方にある列車待避線が2線ある部分が北柏駅と定められている。一見すると複線待避型信号場のようであるが、貨物列車・臨時列車の待避や水戸方面から成田線へ向かう臨時列車（初詣客を乗せた成田山新勝寺へ向かう列車など）の折り返しに使われる。
かつて、当駅は貨物駅として開業した。元々、当駅は複々線化における柏駅と我孫子駅の貨物取り扱いを集約するための貨物駅として設置されたが、貨物駅としての役割は1984年1月31日をもって終了した。跡地はマンションや駐車場になっているが、貨車入れ替え用の引き上げ線などが残っている。
柏駅が管理し、JR東日本ステーションサービスが受託する業務委託駅である。お客さまサポートコールシステムが導入されており、早朝はインターホンによる案内となる。自動券売機、多機能券売機、指定席券売機が設置されている。
北口側は幅4 m、長さ104.5 mの歩道橋状になっており、出入口は国道6号上り車線側の歩道と国道6号を跨いだ先（旧水戸街道沿い）の2ヶ所にある。なお、終電直後から始発までは連絡通路が閉鎖され、通り抜けはできない。2017年9月に旧水戸街道沿いの階段に併設するエスカレーターが整備された。
当駅の発車メロディは、2019年（平成31年）3月16日のダイヤ改正後からはJR東日本東京支社の取り組みにより、駆け込み乗車の減少に効果があることから電車備え付けの発車メロディを使用している。

### のりば
| 番線 | 路線               | 方向 | 行先                 |
| ---- | ------------------ | ---- | -------------------- |
| 1    | 常磐線（各駅停車） | 下り | 我孫子・取手方面     |
| 2    | 常磐線（各駅停車） | 上り | 松戸・代々木上原方面 |

（出典：JR東日本:駅構内図）

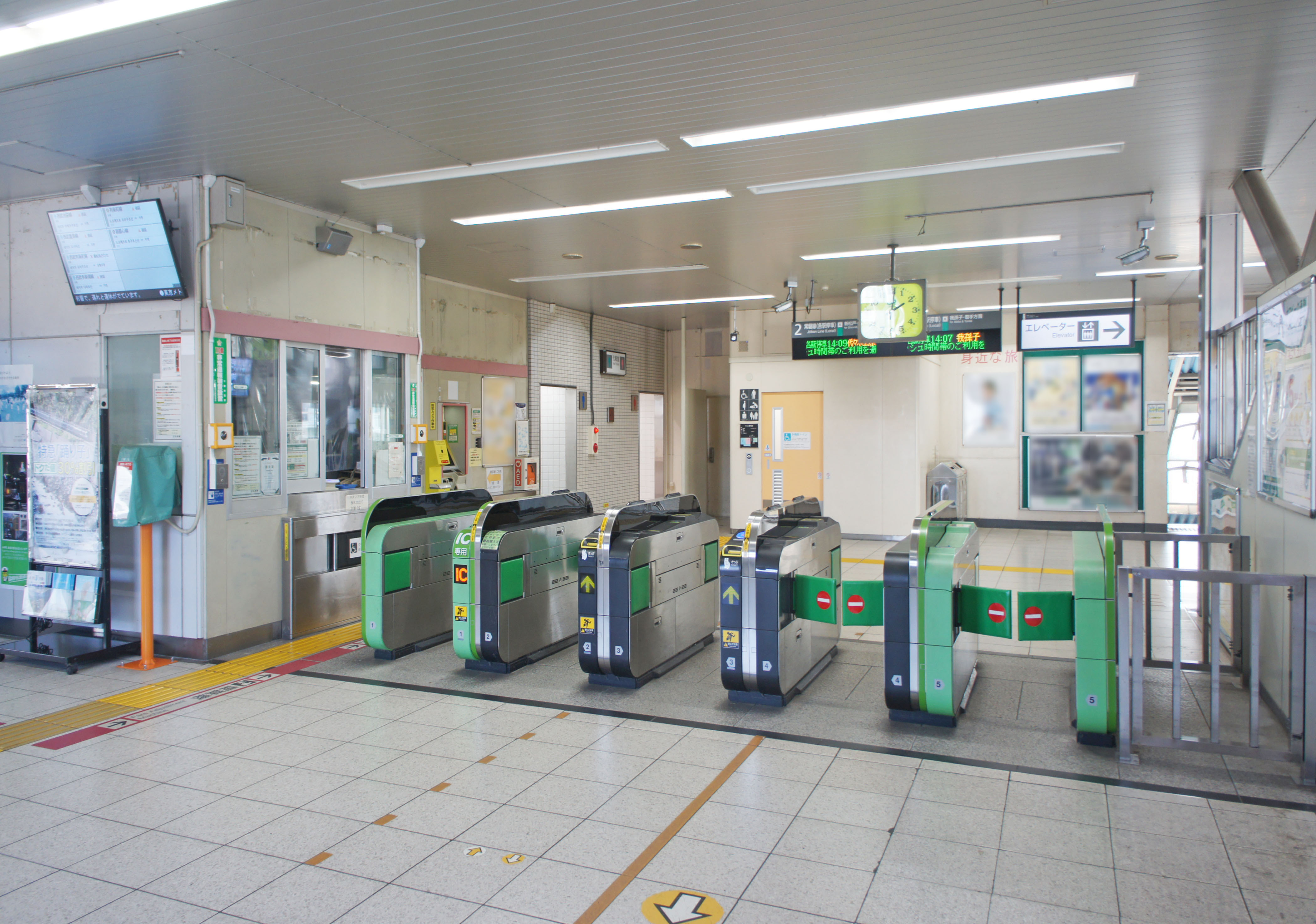
改札口（2022年7月）
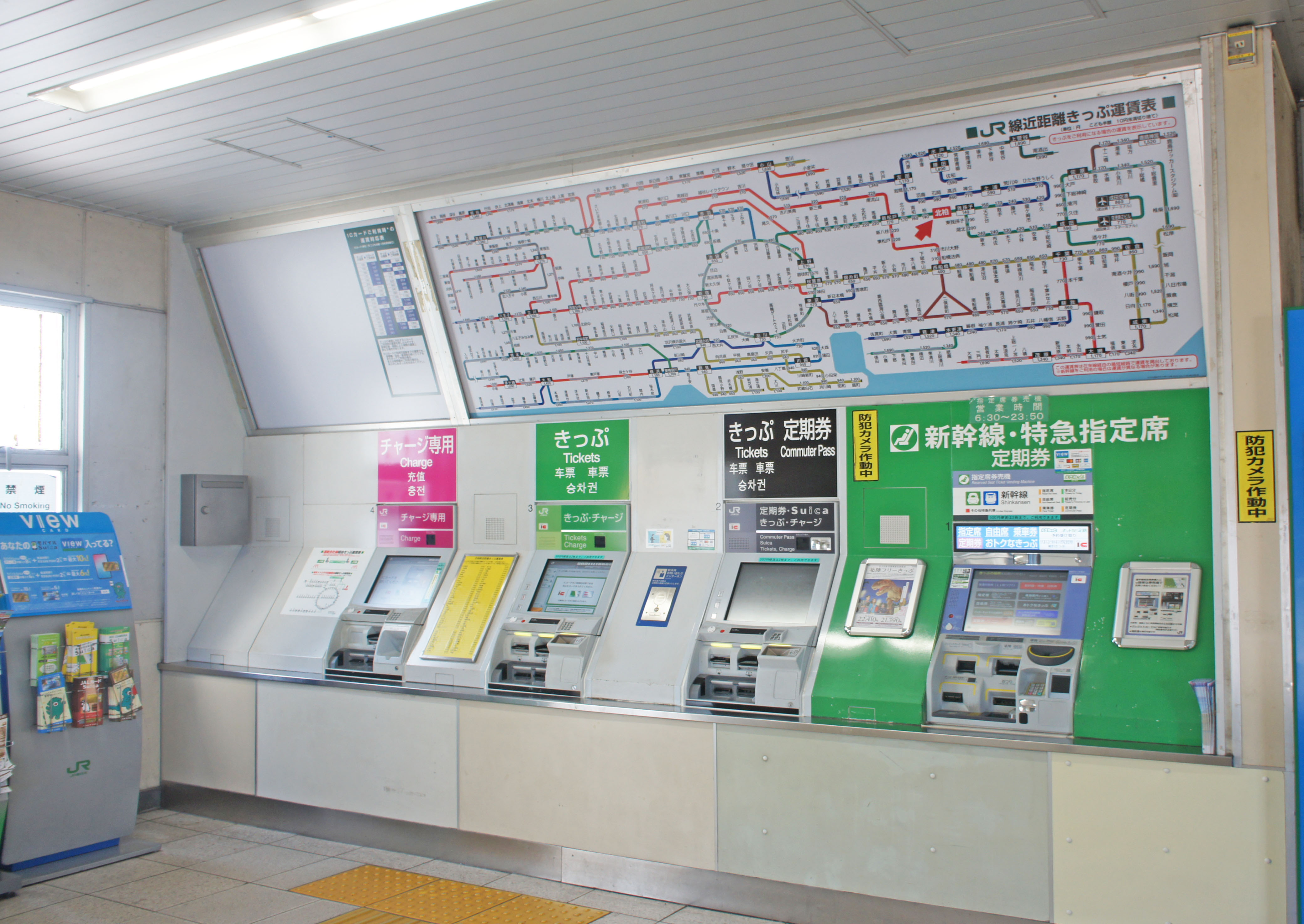
自動券売機（2022年7月）
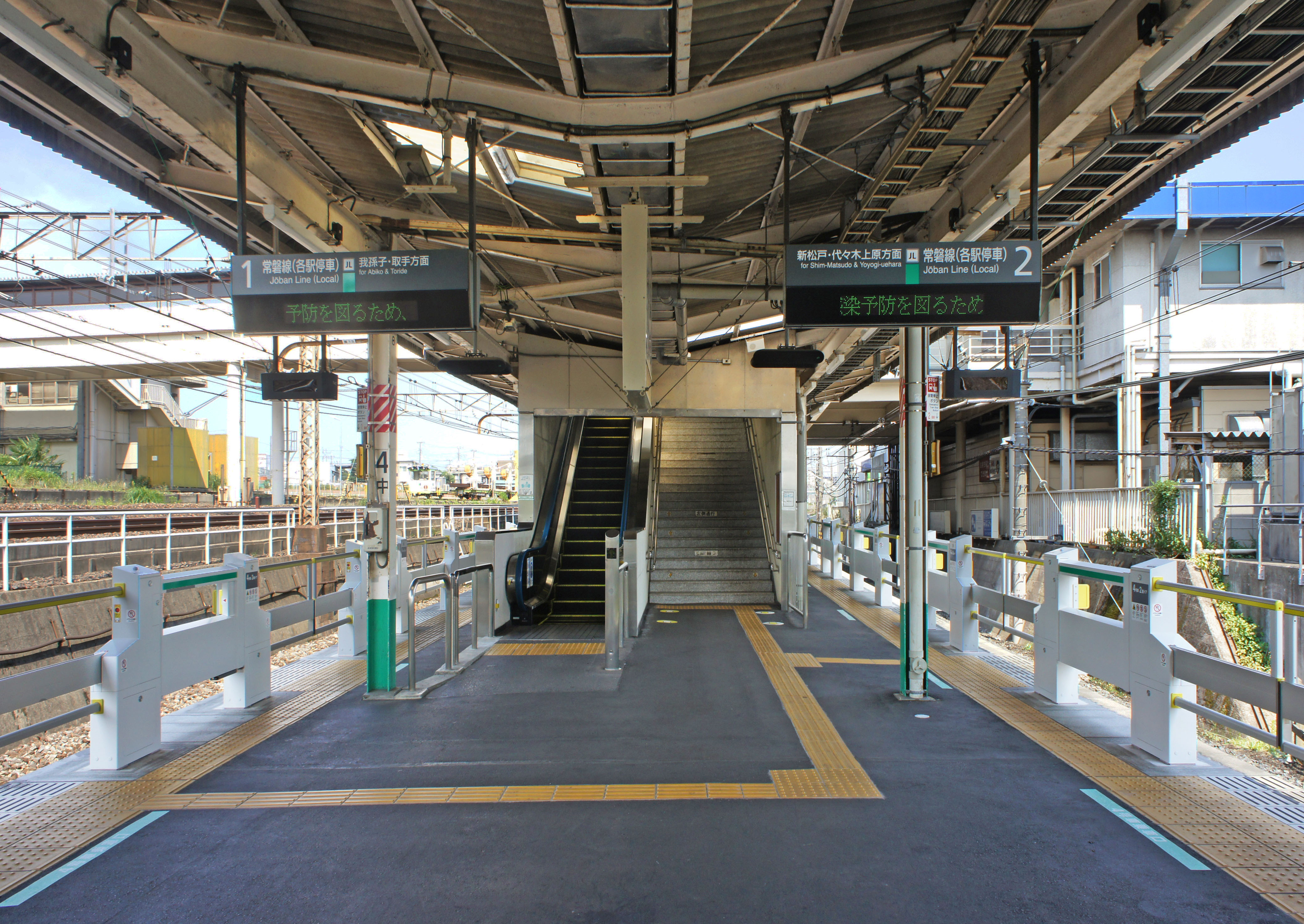
ホーム（2022年7月）

### 駅舎内の施設（駅ナカ）
- NewDays
- 日高屋
- VIEW ALTTE
- 指定席券売機

## 利用状況
2023年度（令和5年度）の1日平均乗車人員は17,166人である。首都圏新都市鉄道つくばエクスプレスの開業以前より減少傾向であったが、開業年度の2005年度（平成17年度）はさらに3千人程乗降客が減った。
JR東日本および千葉県統計年鑑によると、1990年度（平成2年度）の1日平均乗車人員の推移は以下の通りである。
| 年度               | 1日平均 乗車人員 | 出典     |
| ------------------ | ---------------- | -------- |
| 1990年（平成02年） | 24,127           | [ * 1 ]  |
| 1991年（平成03年） | 25,309           | [ * 2 ]  |
| 1992年（平成04年） | 26,116           | [ * 3 ]  |
| 1993年（平成05年） | 26,985           | [ * 4 ]  |
| 1994年（平成06年） | 27,180           | [ * 5 ]  |
| 1995年（平成07年） | 27,437           | [ * 6 ]  |
| 1996年（平成08年） | 28,050           | [ * 7 ]  |
| 1997年（平成09年） | 27,616           | [ * 8 ]  |
| 1998年（平成10年） | 27,312           | [ * 9 ]  |
| 1999年（平成11年） | 26,844           | [ * 10 ] |
| 2000年（平成12年） | 26,810           | [ * 11 ] |
| 2001年（平成13年） | 26,442           | [ * 12 ] |
| 2002年（平成14年） | 26,020           | [ * 13 ] |
| 2003年（平成15年） | 25,852           | [ * 14 ] |
| 2004年（平成16年） | 25,322           | [ * 15 ] |
| 2005年（平成17年） | 23,577           | [ * 16 ] |
| 2006年（平成18年） | 22,079           | [ * 17 ] |
| 2007年（平成19年） | 21,499           | [ * 18 ] |
| 2008年（平成20年） | 20,863           | [ * 19 ] |
| 2009年（平成21年） | 20,357           | [ * 20 ] |
| 2010年（平成22年） | 19,938           | [ * 21 ] |
| 2011年（平成23年） | 19,426           | [ * 22 ] |
| 2012年（平成24年） | 19,243           | [ * 23 ] |
| 2013年（平成25年） | 19,786           | [ * 24 ] |
| 2014年（平成26年） | 19,455           | [ * 25 ] |
| 2015年（平成27年） | 19,444           | [ * 26 ] |
| 2016年（平成28年） | 19,383           | [ * 27 ] |
| 2017年（平成29年） | 19,473           | [ * 28 ] |
| 2018年（平成30年） | 19,273           | [ * 29 ] |
| 2019年（令和元年） | 19,140           | [ * 30 ] |
| 2020年（令和02年） | 15,052           |          |
| 2021年（令和03年） | 15,763           |          |
| 2022年（令和04年） | 16,560           |          |
| 2023年（令和05年） | 17,166           |          |

## 駅周辺
柏市と我孫子市にまたがる根戸地区の南に位置しているが、当駅は柏市側にある。

### 北口

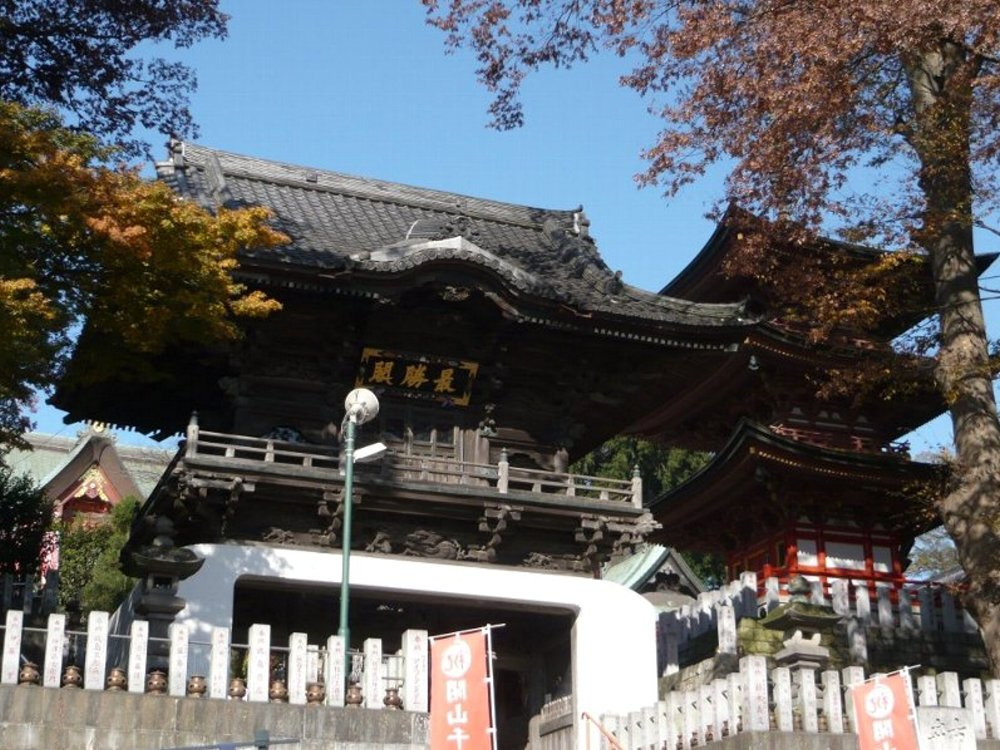
東海寺（布施弁天）

- 国道6号
- 千葉県道268号北柏停車場線
- 柏民主商工会
- 柏市立富勢中学校
- 千葉県立柏高等学校
- 柏市総合運動場
- 柏市立柏病院
- あけぼの山公園・あけぼの山農業公園
- 東海寺（布施弁天）
- 伊藤ハム東京工場
- マミープラス柏根戸店
- おっ母さん食品館 北柏店

### 南口
- 千葉県道268号北柏停車場線
- 北柏駅前郵便局
- 東京慈恵会医科大学附属柏病院
- 北柏リハビリ総合病院
- 柏市中央体育館
- 柏市民文化会館
- 千葉YMCA柏センター
- 柏警察署北柏駅前交番
- ウェルネス柏（柏市保健所）
- 北千葉導水ビジターセンター（手賀沼沿い）
- 柏ふるさと公園

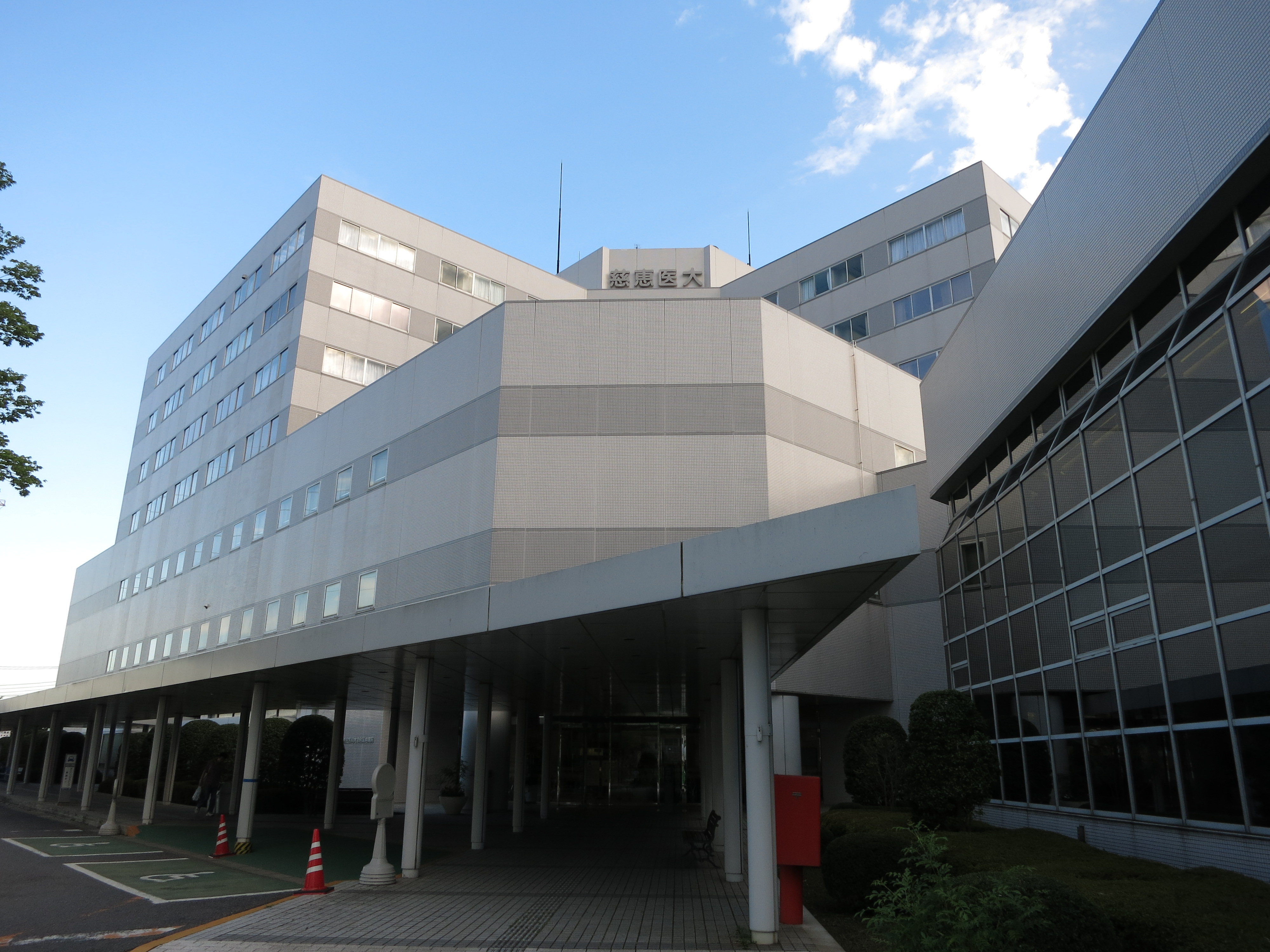
東京慈恵会医科大学附属柏病院

- 北柏ふるさと公園（柏ふるさと公園とは手賀沼を挟んで隣接）

## バス路線
停留所の名称は、南口が「北柏駅」、北口が「北柏駅入口」である。南口にはロータリーがあり、松葉町方面などへの路線バスが発着する。北口は旧水戸街道上に乗り場があり、主に柏駅を発着する系統が経由する。一部系統は南口と北口の両方を経由する。また、北口側の坂の下付近に「ぢがね橋」停留所もある（東武バス、北柏駅入口経由便のみ）。
我孫子市コミュニティバス「あびバス」は、北口側歩道橋東側のロータリー内の「北柏駅北口」停留所に乗り入れる。
| 運行事業者             | 系統・行先 | 備考           |
| 北柏駅（南口）         | 北柏駅（南口） | 北柏駅（南口） |
| ---------------------- | --- | -------------- |
| 東武バスセントラル     | - 北柏01：北柏ライフタウン循環 - 柏14：東急柏ビレジ |                |
| 阪東自動車             | - 北柏81：慈恵医大柏病院 - 北柏82：東我孫子車庫 / 慈恵医大柏病院 |                |
| 北柏駅入口（北口）     | |                |
| 東武バスセントラル     | - 柏03：柏たなか駅東口・市立柏高校 - 柏04：布施弁天 - 柏11：三井団地 - 柏14：東急柏ビレジ / 北柏駅 - 柏17：あけぼの山農業公園 - 柏03・柏04・柏11・柏14・柏17：柏駅西口 |                |
| 阪急自動車             | 北柏82：東我孫子車庫 / 慈恵医大柏病院 |                |
| 北柏駅北口             | |                |
| あびバス（阪東自動車） | 市-2 船戸・台田ルート：船戸・台田・我孫子駅方面 |                |

## 旧貨物駅
1984年に廃止された貨物駅の敷地面積は69,000平方メートルあり、敷設線路の総延長は17線、約8kmにおよび我孫子駅近くまで伸びていた。
駅施設は低床ホームが3面、小口扱いホームが1面の5番線までの貨物積卸線があり、当時の新しい輸送方式に適合した低床ホームが採用された。荷役設備は近代化に対応した15トンクレーンも装備していた。
年間取扱規模は20万トンあり、開業当初は柏駅の年間31,000トンと我孫子駅の15,000トンの貨物取扱いを引き継ぎ、常磐線の上り6本下り8本、成田線の上下5本が発着し、貨物500両分の取扱いをしていた。

## 隣の駅
東日本旅客鉄道（JR東日本）
 常磐線（各駅停車）
柏駅 (JL 28) - 北柏駅 (JL 29) - 我孫子駅 (JL 30)

### 記事本文

##### 広報資料・プレスリリースなど一次資料
1. ↑  “Suicaご利用可能エリアマップ（2001年11月18日当初）” (PDF).   東日本旅客鉄道. 2019年7月27日時点のオリジナルよりアーカイブ。2020年4月24日閲覧。

### 利用状況
1. ↑  千葉県統計年鑑 - 千葉県
2. ↑  柏市統計書 - 柏市

JR東日本の2000年度以降の乗車人員
1. ↑  各駅の乗車人員（2000年度） - JR東日本
2. ↑  各駅の乗車人員（2001年度） - JR東日本
3. ↑  各駅の乗車人員（2002年度） - JR東日本
4. ↑  各駅の乗車人員（2003年度） - JR東日本
5. ↑  各駅の乗車人員（2004年度） - JR東日本
6. ↑  各駅の乗車人員（2005年度） - JR東日本
7. ↑  各駅の乗車人員（2006年度） - JR東日本
8. ↑  各駅の乗車人員（2007年度） - JR東日本
9. ↑  各駅の乗車人員（2008年度） - JR東日本
10. ↑  各駅の乗車人員（2009年度） - JR東日本
11. ↑  各駅の乗車人員（2010年度） - JR東日本
12. ↑  各駅の乗車人員（2011年度） - JR東日本
13. ↑  各駅の乗車人員（2012年度） - JR東日本
14. ↑  各駅の乗車人員（2013年度） - JR東日本
15. ↑  各駅の乗車人員（2014年度） - JR東日本
16. ↑  各駅の乗車人員（2015年度） - JR東日本
17. ↑  各駅の乗車人員（2016年度） - JR東日本
18. ↑  各駅の乗車人員（2017年度） - JR東日本
19. ↑  各駅の乗車人員（2018年度） - JR東日本
20. ↑  各駅の乗車人員（2019年度） - JR東日本
21. ↑  各駅の乗車人員（2020年度） - JR東日本
22. ↑  各駅の乗車人員（2021年度） - JR東日本
23. ↑  各駅の乗車人員（2022年度） - JR東日本
24. ↑  各駅の乗車人員（2023年度） - JR東日本

千葉県統計年鑑
1. ↑  千葉県統計年鑑（平成3年）
2. ↑  千葉県統計年鑑（平成4年）
3. ↑  千葉県統計年鑑（平成5年）
4. ↑  千葉県統計年鑑（平成6年）
5. ↑  千葉県統計年鑑（平成7年）
6. ↑  千葉県統計年鑑（平成8年）
7. ↑  千葉県統計年鑑（平成9年）
8. ↑  千葉県統計年鑑（平成10年）
9. ↑  千葉県統計年鑑（平成11年）
10. ↑  千葉県統計年鑑（平成12年）
11. ↑  千葉県統計年鑑（平成13年）
12. ↑  千葉県統計年鑑（平成14年）
13. ↑  千葉県統計年鑑（平成15年）
14. ↑  千葉県統計年鑑（平成16年）
15. ↑  千葉県統計年鑑（平成17年）
16. ↑  千葉県統計年鑑（平成18年）
17. ↑  千葉県統計年鑑（平成19年）
18. ↑  千葉県統計年鑑（平成20年）
19. ↑  千葉県統計年鑑（平成21年）
20. ↑  千葉県統計年鑑（平成22年）
21. ↑  千葉県統計年鑑（平成23年）
22. ↑  千葉県統計年鑑（平成24年）
23. ↑  千葉県統計年鑑（平成25年）
24. ↑  千葉県統計年鑑（平成26年）
25. ↑  千葉県統計年鑑（平成27年）
26. ↑  千葉県統計年鑑（平成28年）
27. ↑  千葉県統計年鑑（平成29年）
28. ↑  千葉県統計年鑑（平成30年）
29. ↑  千葉県統計年鑑（令和元年）
30. ↑  千葉県統計年鑑（令和2年）